# Salavat Julaev
Salavat Julaev (in baschiro: Салауат Юлаев; in russo Салават Юлаев?; Tekeevo, 16 giugno 1754 – Paldiski, 26 settembre 1800) è stato un rivoluzionario russo di etnia baschira.

## Biografia
È un eroe nazionale baschiro per aver partecipato alla rivolta di Pugačëv. A lui è dedicata la città di Salavat. Prende nome da lui anche la principale squadra di hockey su ghiaccio di Ufa, il Salavat Julaev Ufa.